# Juillac (Gironde)
Pour les articles homonymes, voir Juillac.
Juillac est une commune du Sud-Ouest de la France située dans le département de la Gironde, en région Nouvelle-Aquitaine.

## Géographie

### Localisation
Petite commune très vallonnée sur la rive gauche de la Dordogne, presque à l'extrême est du département de la Gironde.
Juillac produit aujourd’hui du vin d'appellation d'origine contrôlée entre-deux-mers et bordeaux-supérieur, avec une cave coopérative commune avec Flaujagues et des producteurs indépendants.

### Communes limitrophes
Les villes et villages proches de Juillac sont : Sainte-Radegonde à 1,9 km, Flaujagues à 1,9 km, Gensac à 2,9 km, Coubeyrac à 3,2 km et Pessac-sur-Dordogne à 3,6 km. Les communes limitrophes de Lamothe-Montravel et Saint-Seurin-de-Prats sont situées sur la rive droite (nord) de la Dordogne et nécessitent, pour les rejoindre, le franchissement du pont de Pessac.
| Flaujagues       | Lamothe-Montravel (Dordogne) | Saint-Seurin-de-Prats (Dordogne) |
|                  | Juillac                      | Pessac-sur-Dordogne              |
| Sainte-Radegonde |                              | Gensac                           |

### Climat
Pour des articles plus généraux, voir Climat de la Nouvelle-Aquitaine et Climat de la Gironde.
Historiquement, la commune est exposée à un climat océanique aquitain.  
En 2020, Météo-France publie une typologie des climats de la France métropolitaine dans laquelle la commune est exposée à un climat océanique et est dans la région climatique  Aquitaine, Gascogne, caractérisée par une pluviométrie abondante au printemps, modérée en automne, un faible ensoleillement au printemps, un été chaud (19,5 °C), des vents faibles, des brouillards fréquents en automne et en hiver et des orages fréquents en été (15 à 20 jours).
Pour la période 1971-2000, la température annuelle moyenne est de 12,9 °C, avec une amplitude thermique annuelle de 15,1 °C. Le cumul annuel moyen de précipitations est de 823 mm, avec 10,2 jours de précipitations en janvier et 6,6 jours en juillet. Pour la période 1991-2020, la température moyenne annuelle observée sur la station météorologique la plus proche, située sur la commune de Port-Sainte-Foy-et-Ponchapt à 14 km à vol d'oiseau, est de 13,8 °C et le cumul annuel moyen de précipitations est de 809,4 mm,. Pour l'avenir, les paramètres climatiques de la commune estimés pour 2050 selon différents scénarios d’émission de gaz à effet de serre sont consultables sur un site dédié publié par Météo-France en novembre 2022.

### Milieux naturels et biodiversité

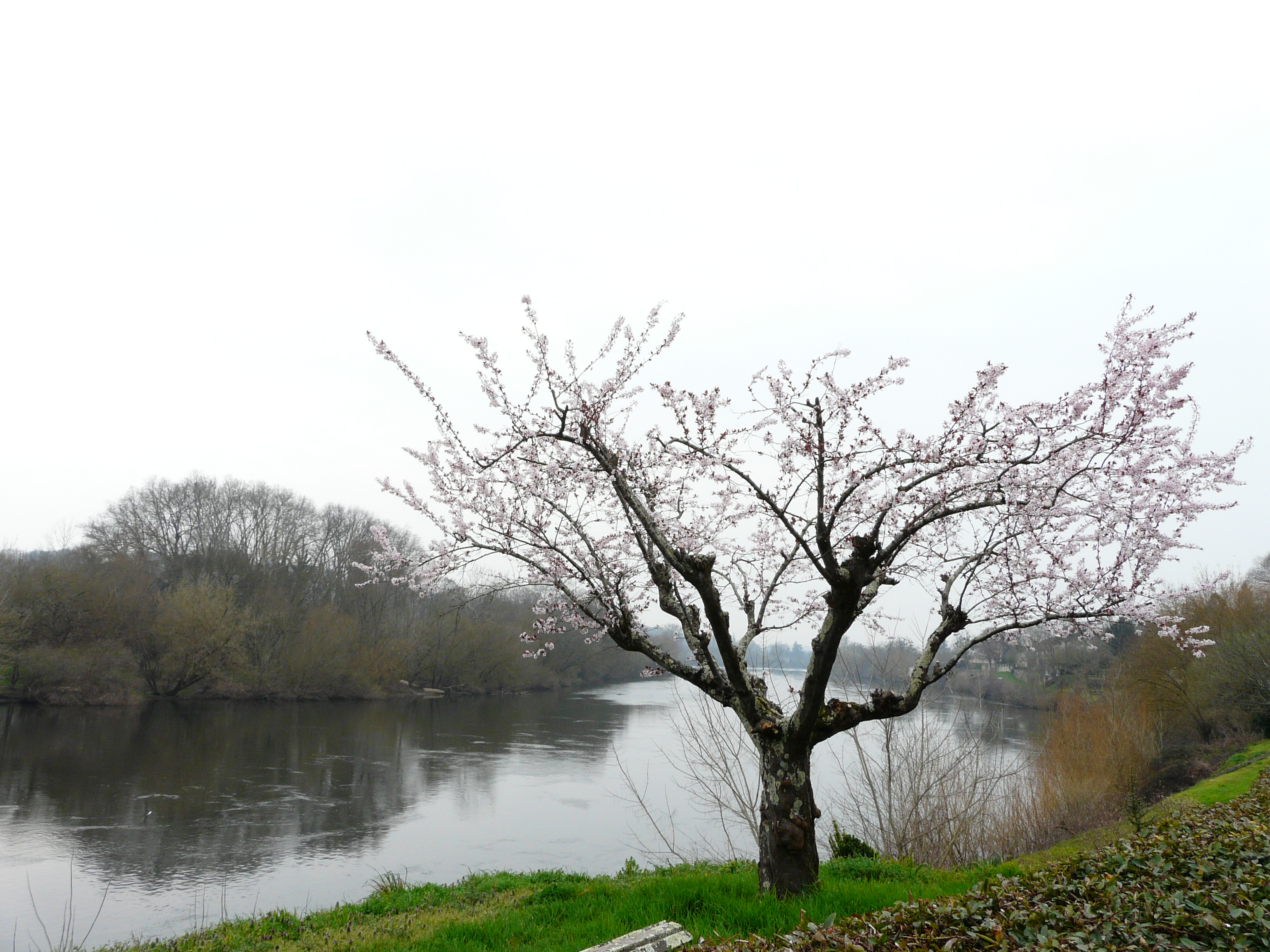
La Dordogne entre Saint-Seurin-de-Prats au premier plan et Juillac en rive opposée.

#### Natura 2000
La Dordogne est un site du réseau Natura 2000 limité aux départements de la Dordogne et de la Gironde, et qui concerne les 104 communes riveraines de la Dordogne, dont Juillac,. Seize espèces animales et une espèce végétale inscrites à l'annexe II de la directive 92/43/CEE de l'Union européenne y ont été répertoriées.

#### ZNIEFF
Juillac fait partie des 102 communes concernées par la zone naturelle d'intérêt écologique, faunistique et floristique (ZNIEFF) de type II « La Dordogne »,, dans laquelle ont été répertoriées huit espèces animales déterminantes et cinquante-sept espèces végétales déterminantes, ainsi que quarante-trois autres espèces animales et trente-neuf autres espèces végétales.

## Urbanisme

### Typologie
Au 1er janvier 2024, Juillac est catégorisée commune rurale à habitat dispersé, selon la nouvelle grille communale de densité à sept niveaux définie par l'Insee en 2022.
Elle est située hors unité urbaine et hors attraction des villes,.

### Occupation des sols

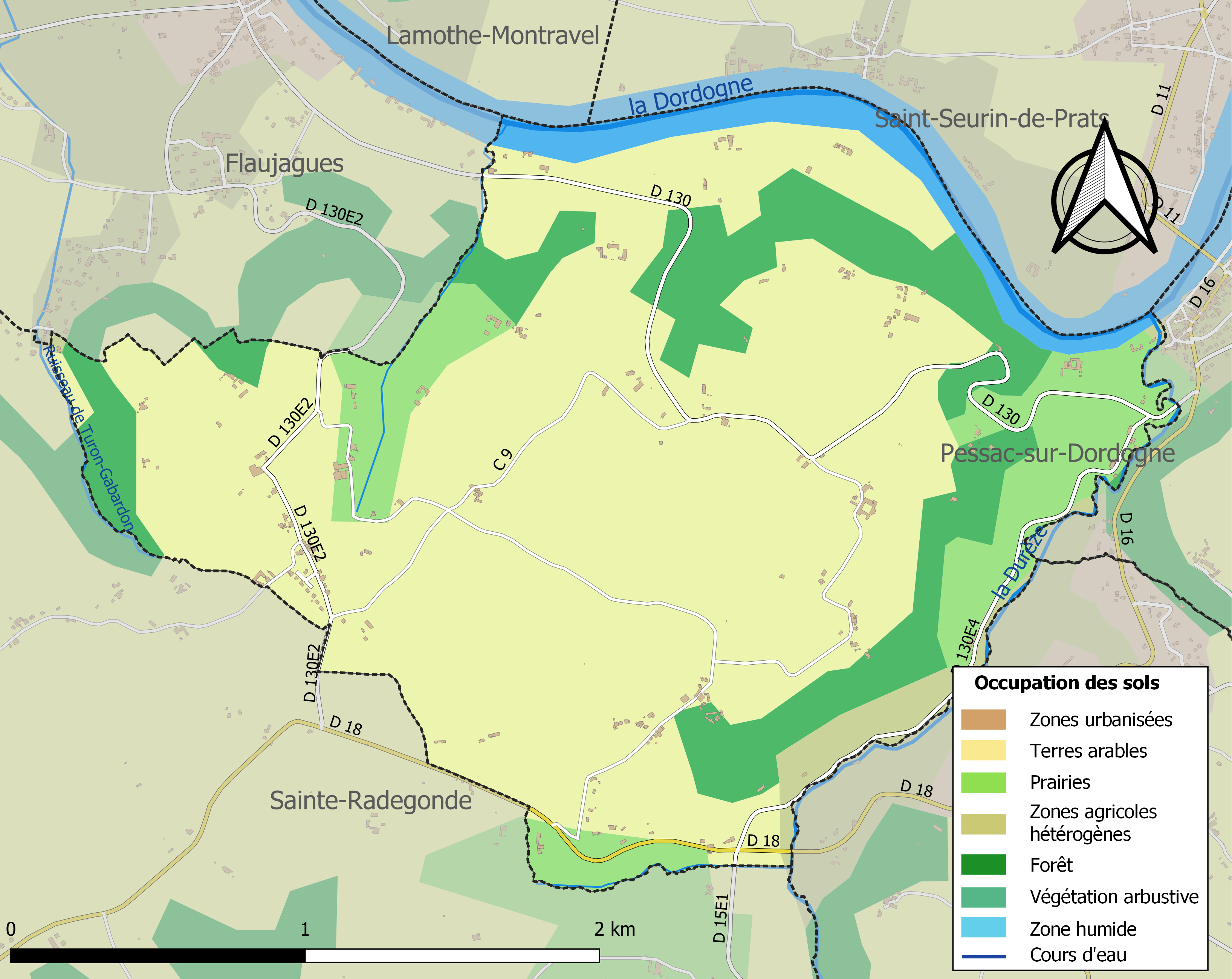
Carte des infrastructures et de l'occupation des sols de la commune en 2018 (CLC).

L'occupation des sols de la commune, telle qu'elle ressort de la base de données européenne d’occupation biophysique des sols Corine Land Cover (CLC), est marquée par l'importance des territoires agricoles (81,5 % en 2018), une proportion identique à celle de 1990 (81,5 %). La répartition détaillée en 2018 est la suivante : 
cultures permanentes (65,4 %), forêts (15,1 %), prairies (11,1 %), eaux continentales (3,5 %), zones agricoles hétérogènes (2,8 %), terres arables (2,1 %). L'évolution de l’occupation des sols de la commune et de ses infrastructures peut être observée sur les différentes représentations cartographiques du territoire : la carte de Cassini (XVIIIe siècle), la carte d'état-major (1820-1866) et les cartes ou photos aériennes de l'IGN pour la période actuelle (1950 à aujourd'hui).

### Risques majeurs
Le territoire de la commune de Juillac est vulnérable à différents aléas naturels : météorologiques (tempête, orage, neige, grand froid, canicule ou sécheresse), inondations, mouvements de terrains et séisme (sismicité très faible). Il est également exposé à un risque technologique, la rupture d'un barrage. Un site publié par le BRGM permet d'évaluer simplement et rapidement les risques d'un bien localisé soit par son adresse soit par le numéro de sa parcelle.

#### Risques naturels
Certaines parties du territoire communal sont susceptibles d’être affectées par le risque d’inondation par débordement de cours d'eau, notamment la Dordogne et la Durèze. La commune a été reconnue en état de catastrophe naturelle au titre des dommages causés par les inondations et coulées de boue survenues en 1982, 1993, 1999, 2009 et 2021,.
Les mouvements de terrains susceptibles de se produire sur la commune sont des éboulements, chutes de pierres et de blocs.

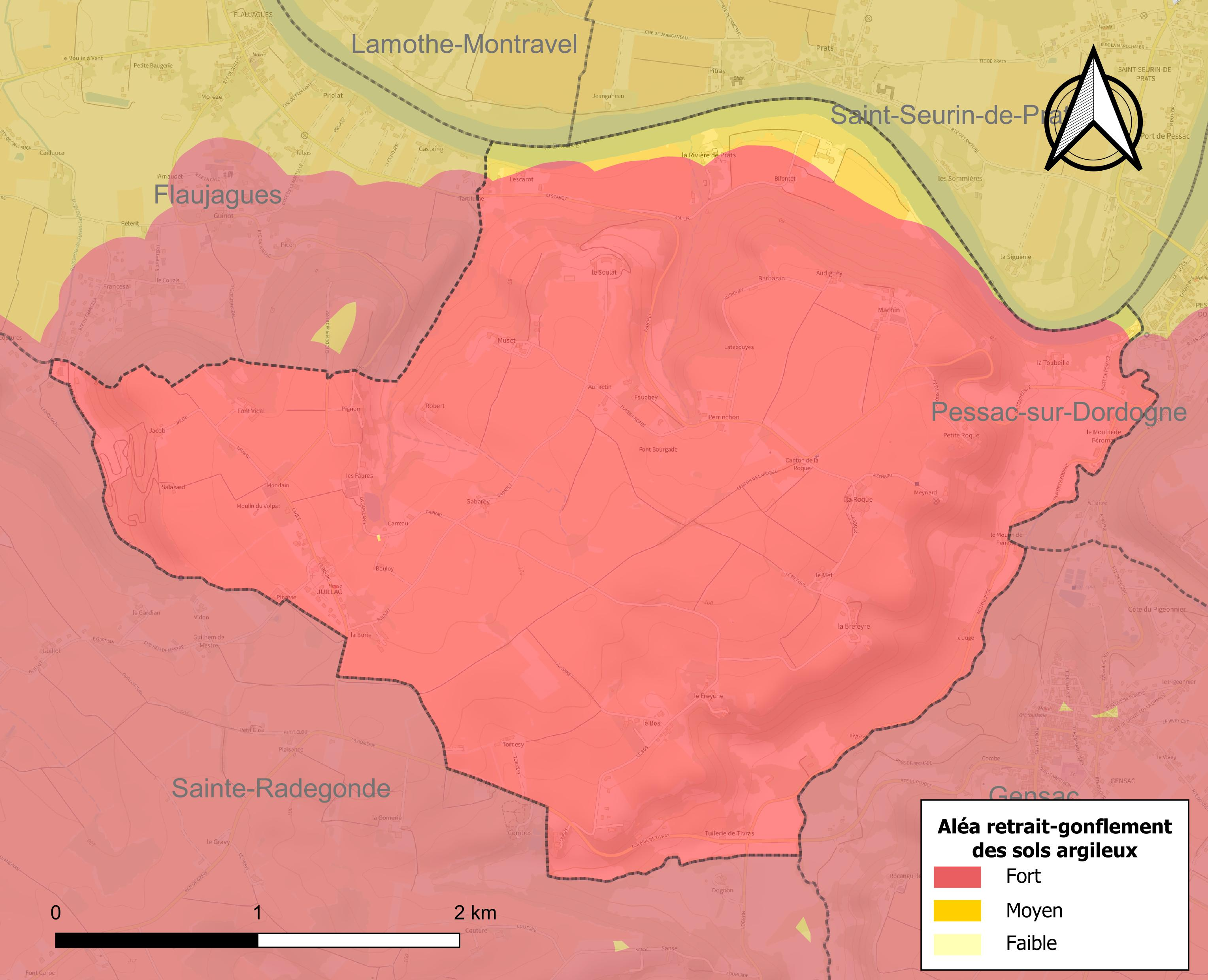
Carte des zones d'aléa retrait-gonflement des sols argileux de Juillac.

Le retrait-gonflement des sols argileux est susceptible d'engendrer des dommages importants aux bâtiments en cas d’alternance de périodes de sécheresse et de pluie. La totalité de la commune est en aléa moyen ou fort (67,4 % au niveau départemental et 48,5 % au niveau national). Sur les 139 bâtiments dénombrés sur la commune en 2019, 139 sont en aléa moyen ou fort, soit 100 %, à comparer aux 84 % au niveau départemental et 54 % au niveau national. Une cartographie de l'exposition du territoire national au retrait gonflement des sols argileux est disponible sur le site du BRGM,.
Par ailleurs, afin de mieux appréhender le risque d’affaissement de terrain, l'inventaire national des cavités souterraines permet de localiser celles situées sur la commune.
Concernant les mouvements de terrains, la commune a été reconnue en état de catastrophe naturelle au titre des dommages causés par la sécheresse en 2011 et 2017 et par des mouvements de terrain en 1999.

#### Risques technologiques
La commune est en outre située en aval du  barrage de Bort-les-Orgues, un ouvrage sur la Dordogne de classe A soumis à PPI, disposant d'une retenue de 477 millions de mètres cubes. À ce titre elle est susceptible d’être touchée par l’onde de submersion consécutive à la rupture de cet ouvrage.

## Toponymie
Le nom de la commune laisse penser que le village a été créé à l'époque gallo-romaine ; il est formé à partir de « Julius », peut-être en référence à Jules César, et le suffixe celtique « -acum ».
En gascon, le nom de la commune est Julhac.

## Histoire
Une trace de voie romaine est encore visible sur le flanc ouest du coteau où se trouve le village, en direction de la villa gallo-romaine de Montcaret par le gué de Flaujagues. D'autres vestiges gallo-romains ont été retrouvés sur le site de Juillac, mais l'histoire du village n'est connue qu'à partir du XVe siècle, lorsque la paroisse est érigée en doyenné dépendant de la juridiction de Gensac.
Sa population, aux trois quarts protestante, est impliquée dans les guerres de religion. En 1685, à la révocation de l’édit de Nantes, un temple est rasé sur le plateau de l’Audigay, ainsi que le cimetière attenant. Les fidèles se réunissent alors clandestinement au Désert de La Tourbeille et de La Petite Roque, peut-être dans un ancien amphithéâtre druidique où deux cents protestants auraient été massacrés en 1620. L'église est également en partie détruite au XVIe puis au XVIIIe siècle.
Au XVIIIe siècle, Juillac est qualifiée de « petite paroisse riche ». Cette prospérité s’explique probablement par le commerce fluvial, favorisée par l'accès de la commune à la rive de la Dordogne. Juillac est une commune très active où se trouvent notamment, au début du XXe siècle, un four à chaux, un moulin à vent, trois moulins à eau, une tuilerie ainsi que deux scieries.
Le bureau de poste et de tabac du village, son dernier commerce, a fermé au début des années 1970.

## Politique et administration
| Période                                  | Période  | Identité                   | Étiquette   | Qualité                                           |
| ---------------------------------------- | -------- | -------------------------- | ----------- | ------------------------------------------------- |
| Les données manquantes sont à compléter. |          |                            |             |                                                   |
|                                          |          |                            |             |                                                   |
| 1802                                     | 1815     | Jean-Pierre Taupier Létage |             |                                                   |
|                                          |          |                            |             |                                                   |
| 1870                                     | ?        | Bernard Roudier            | Républicain | Conseiller général (1871-1877) Député (1874-1885) |
|                                          |          |                            |             |                                                   |
| 1995                                     | mai 2020 | Alphonse Zecchini          | UMP-LR      | Retraité                                          |
| mai 2020                                 | En cours | Bernard Lamouroux          |             |                                                   |

## Démographie
Les habitants sont appelés les Juillacais
L'évolution du nombre d'habitants est connue à travers les recensements de la population effectués dans la commune depuis 1793. Pour les communes de moins de 10 000 habitants, une enquête de recensement portant sur toute la population est réalisée tous les cinq ans, les populations de référence des années intermédiaires étant quant à elles estimées par interpolation ou extrapolation. Pour la commune, le premier recensement exhaustif entrant dans le cadre du nouveau dispositif a été réalisé en 2008.

En 2022, la commune comptait 218 habitants, en évolution de −12,8 % par rapport à 2016 (Gironde : +6,91 %, France hors Mayotte : +2,11 %).
| 1793 | 1800 | 1806 | 1821 | 1831 | 1836 | 1841 | 1846 | 1851 |
| ---- | ---- | ---- | ---- | ---- | ---- | ---- | ---- | ---- |
| 547  | 188  | 483  | 445  | 356  | 451  | 417  | 420  | 414  |

| 1856 | 1861 | 1866 | 1872 | 1876 | 1881 | 1886 | 1891 | 1896 |
| ---- | ---- | ---- | ---- | ---- | ---- | ---- | ---- | ---- |
| 426  | 407  | 413  | 413  | 380  | 339  | 322  | 334  | 352  |

| 1901 | 1906 | 1911 | 1921 | 1926 | 1931 | 1936 | 1946 | 1954 |
| ---- | ---- | ---- | ---- | ---- | ---- | ---- | ---- | ---- |
| 392  | 393  | 378  | 340  | 322  | 362  | 319  | 323  | 305  |

| 1962 | 1968 | 1975 | 1982 | 1990 | 1999 | 2006 | 2008 | 2013 |
| ---- | ---- | ---- | ---- | ---- | ---- | ---- | ---- | ---- |
| 276  | 262  | 201  | 218  | 200  | 205  | 249  | 262  | 257  |

| 2018 | 2022 | - | - | - | - | - | - | - |
| ---- | ---- | - | - | - | - | - | - | - |
| 231  | 218  | - | - | - | - | - | - | - |

## Culture locale et patrimoine

### Lieux et monuments

#### Église Saint-Jean
L'église paroissiale Saint-Jean, construite en style roman au XIVe siècle, est dévastée durant les guerres de religion et reste sans nef. Elle est rebâtie en 1733, et détruite à nouveau en 1759. L'église est remise en état au XXe siècle puis restaurée en 2008.
La porte aujourd'hui murée de sa chapelle latérale a servi d'entrée, lorsque la nef était détruite. Un cimetière la jouxte. Un ancien cimetière protestant se trouve au sud de la commune.

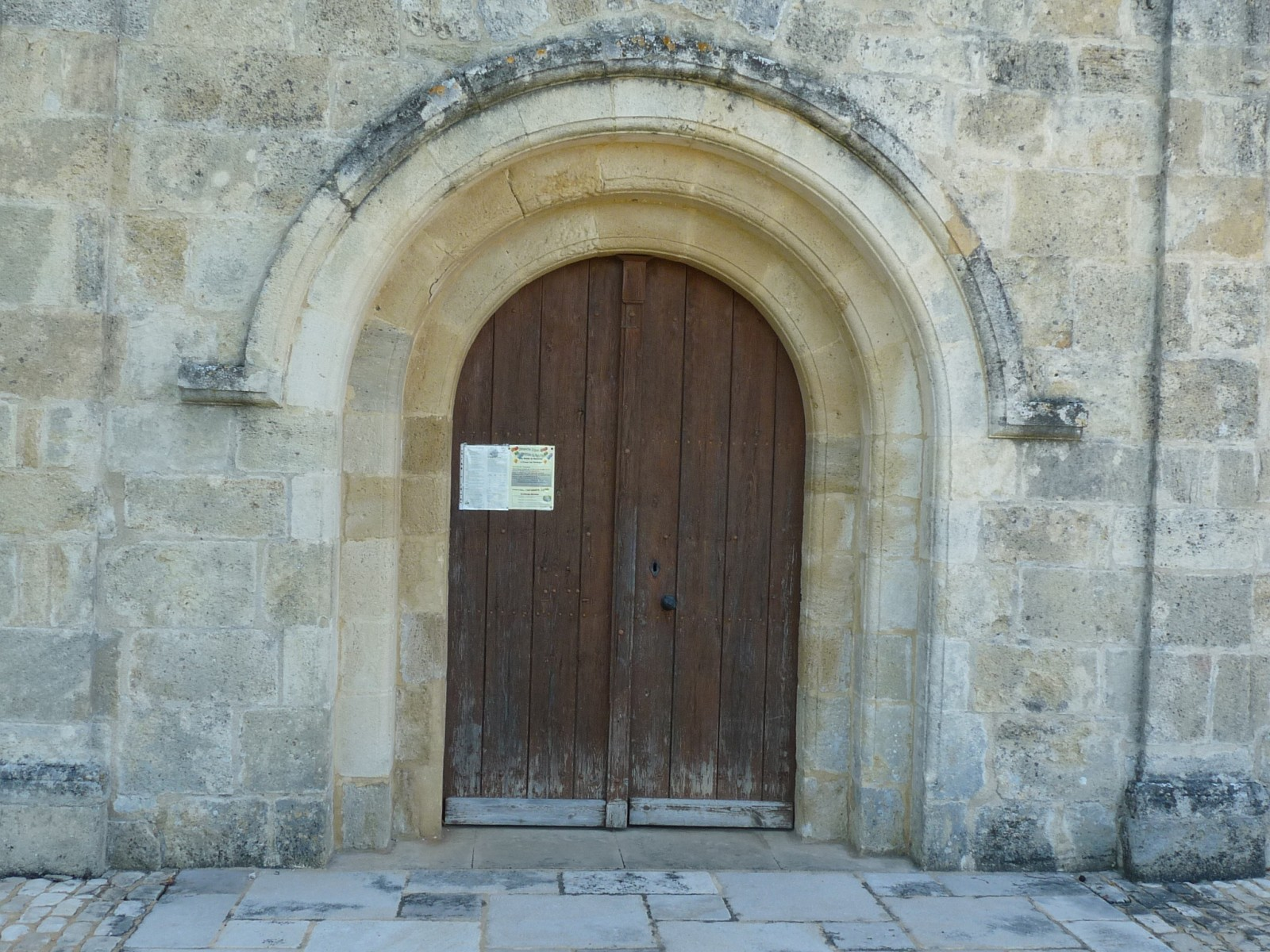
Portail de l'église
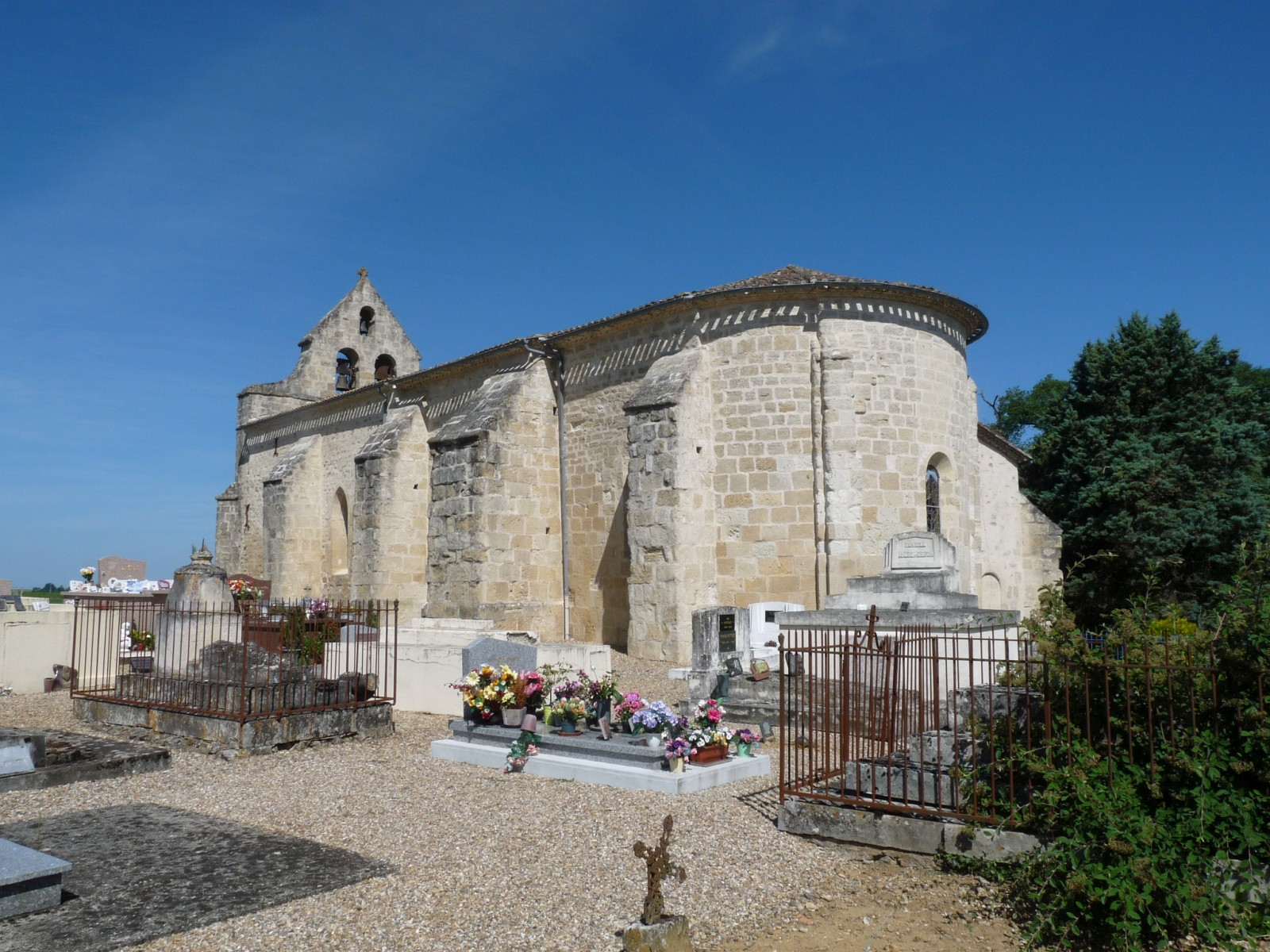
L'abside et le cimetière
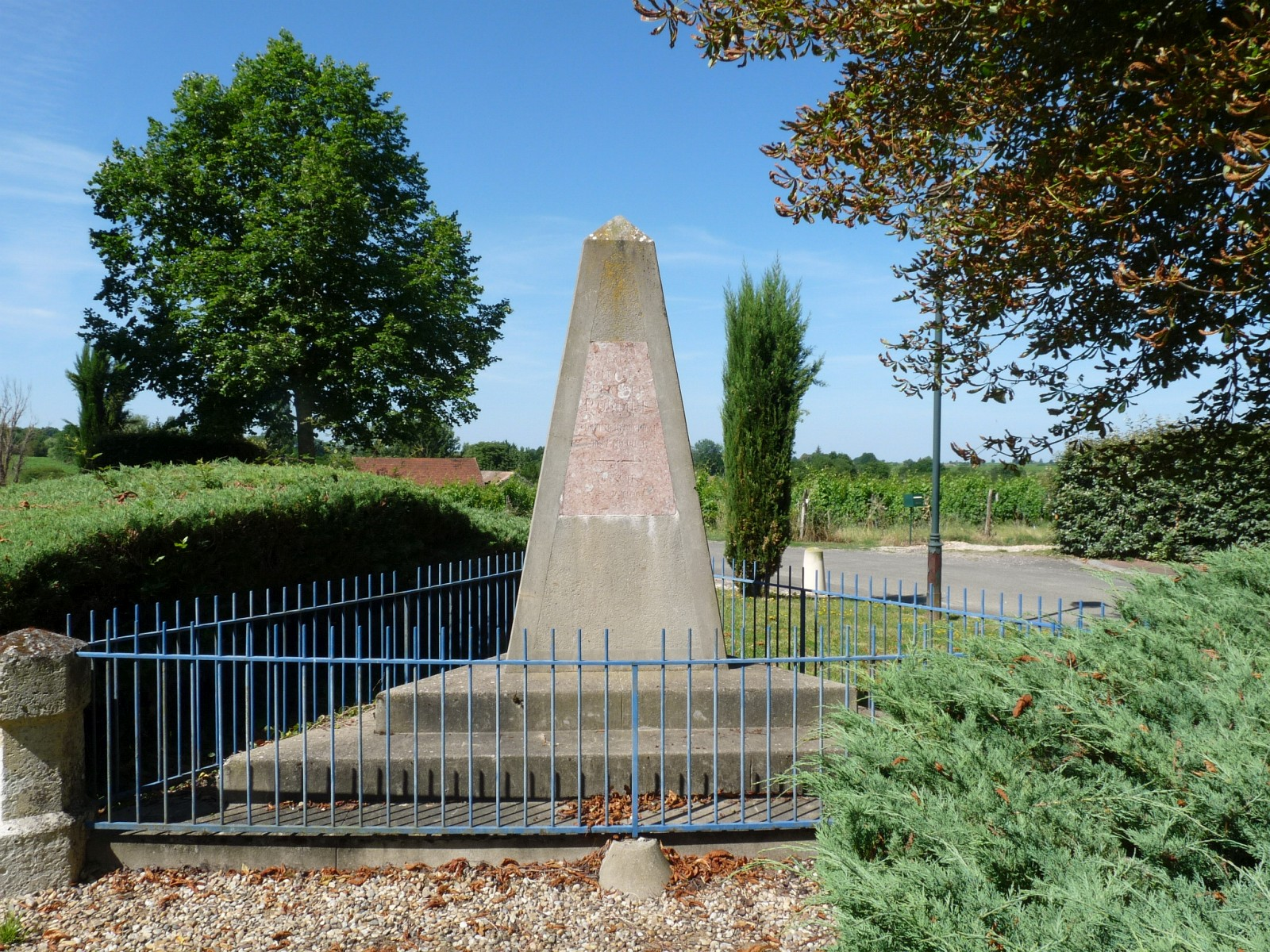
Mémorial Bernard Roudier, premier député républicain de Libourne

#### Abri Vidon
L'abri préhistorique sous roche « Vidon » se trouve dans la falaise au sud du village. On y a trouvé des restes de rennes, chevaux et bisons, des outils en pierre et en os et une sépulture néolithique. Il est classé monument historique depuis 1940.

#### Mairie et école
Cet ensemble architectural a été construit en une fois en 1904. Il abrite une plaque rendant hommage aux morts de la commune durant les guerres du XXe siècle.

#### Maisons et demeures
- Le Soulat, château privé construit au XVIIe siècle sur le site d'un ancien monastère dont il ne reste qu'une chapelle du XIVe siècle, conserve des traces de fortifications datant des guerres de religion.
- La demeure de la Tourbeille, construite au début du XVIIe siècle, est entourée d'une importante enceinte percée d'une large porte.
- Une villa dans le village, construite au début du XXe siècle, exprime une recherche architecturale marquée par l'Art nouveau[40].

#### Chemins touristiques
- Sur la commune passe le chemin piétonnier dit de Pierre Loti, qui relie des lieux qui auraient été fréquentés par l'écrivain, dont la belle-famille avait une propriété à Juillac.
- Route touristique menant par Pessac-sur-Dordogne à la table d’orientation du belvédère, site unique en Gironde qui surplombe de 67 mètres la vallée de la Dordogne avec un angle de vue à 180°.

### Personnalités liées à la commune
- Bernard Roudier (1824-1896), né et décédé à Juillac, député sous la IIIe République, a été maire de la commune.